# Uhata lisica
Uhata lisica (znanstveno ime Otocyon megalotis) je član družine psov. Nima le nenavadno velikih ušes, ampak tudi drugačno zobovje kot ostali psi. Živi v dveh med seboj precej oddaljenih predelih na vzhodu in jugu Afrike. Delitev je prastara in je ni povzročil človek, ampak je vzrok bil že pred tisočletji spremenjena klima.

## Življenjski prostor
Uhata lisica se najbolje počuti v suhih ravninah in savanah severne in vzhodne Afrike. Najraje ima pokrajine s kratko travo, vendar ga najdemo tudi v grmičastih stepah. Da se zavaruje pred slabim vremenom in sovražniki, si uhata lisica poišče zavetje v globokem brlogu, ki ga sam izkoplje ali ga prevzame od drugih živali, kot so podzemna svinjka in zajec skakač. Brloge skopljejo tudi meter globoko in imajo več kamric in vhodov. Na kontrolnih vhodih skozi svoj domači teritorij ali na poti pri iskanju hrane se uhata lisica zasuče levo in desno in se nato vrne na lastno sled. Tako prelisiči pse, šakale in ptice ujede, ki ji velikokrat sledijo. Glede na svojo velikost, se težko postavi v bran, lahko pa se skrije v brloge, kjer jo je težko ujeti, ker so globoki in pravi labirinti z veliko poti ven in noter.

## Hrana in lov
V družini je uhata lisica edina, ki se hrani izključno z žuželkami. Njen jedilni list se osiromaši v različnih letnih časih, vendar predstavljajo žuželke 80 % vse prehrane. Med temi žuželkami so termiti, predvsem žetveni, ki so najvažnejši plen, zato lahko izhajamo iz tega, da tam, kjer živijo uhate lisice, najdemo še termite. Tudi govnač je plen uhatih lisic. Njena posebna zagnanost za termite je povezana s posebno oblikovanim zobovjem. Večina psov ima veliko zobovje, uhata pa ima majhne zobe, z osmimi ličniki, ki so odlični za drobljenje žuželk. Razen žuželk uhata lisica žre manjše sesalce, pa tudi ptičja jajca in goliče, ki so na tleh ter jagode in sadeže. Praktično použije vse kar najde, kajti žuželk nima na razpolago celo leto.

## Razmnoževanje
Razmnoževalne navade uhate lisice so očitno različne glede na življenjski prostor in so malo raziskane. Na severu si v času parjenja uredi revir, ki ga označi z urinom. V južnem delu Afrike pa si uhata lisica ne dela revirjev tako strogo, ampak se revirji odraslih živali kar križajo. Ustvari si dolgoletno in stalno partnerstvo. Dva meseca po parjenju se samica umakne v votlino in skoti dva do tri mladiče. Doji jih najmanj 15 tednov, včasih jih odstavi po štirih tednih. Mlade lisice zapustijo brlog prvič šele po dveh in pol tednih. Če je zanje nevarno, jih starša spravita na varno. Ko so stari šest mesecev, so odrasle, vendar še ostanejo nekaj časa zaradi varnosti s starši. Uhata lisica ima res precej mladičev, vendar jih odraste zelo malo, ker so lahek plen plenilcev in tudi hrana je bolj pičla.

## Uhata lisica in človek
Med največjimi sovražniki uhate lisice sta leopard in človek. Tako kot navadna lisica ima mehko in gosto dlako, zato jo tudi lovijo. Lovijo jo tudi kmetje, ker se bojijo za svojo domačo živino. V nekaterih področjih širi uhata lisica svoj življenjski teritorij. Pri tej razširitvi ji pomaga preoblikovanje gozdne in grmičaste pokrajine v pašne površine, ki jih potrebujejo kmetje za svoje domače živali.